# 버니 가든
버니 가든(Bunny Garden, 일본어: バニーガーデン)은 Qureate에서 제작한 2024년 연애 시뮬레이션 게임으로, 닌텐도 스위치와 PC용으로 출시되었다. 여성 버니 걸 직원들이 손님을 접대하는 바를 배경으로 하고, 플레이어는 술을 마시며 직원들과 연애를 하게 된다.

## 게임플레이
플레이어-주인공은 바에 있는 다양한 토끼 소녀들과 상호 작용하고 관계를 발전시키려고 시도한다. 이는 그들에게 값비싼 음료수, 간식을 사주고, 채팅하고, 게임을 함으로써 이루어진다. 플레이어는 "PTA"라는 시스템을 활용하여 각 소녀의 속옷을 엿볼 수도 있다. 그러나 플레이어는 자신의 자금도 인정해야 하며 채무가 쌓일 수 있다.

## 캐릭터
주인공은 칸다 하이토. 클럽의 출연진은 카나(호시타니 미오), 린(스즈키 에리), 미우카(타자와 마스미) 세 명이다. 2024년 9월, 업데이트로 추가 멤버 소녀가 게임에 추가될 예정이라고 발표되었다.